# 布拉班特公爵
布拉班特公爵（法语：duc de Brabant）是布拉班特公国历代领主的称号，也是現在比利時爵位之一，慣例上由比利時王儲擁有稱號。
布拉班特是位于今比利时境内的一个公国。神圣罗马帝国皇帝腓特烈一世于1184年将布拉班特领地封给鲁汶伯爵亨利，并授予后者公爵头衔，这是布拉班特公国历史的开端（此前该地领主的头衔为伯爵）。在中世纪，布拉班特只在名义上是神圣罗马帝国的一部分，而在实际上与法国关系密切。15世纪初，法国的勃艮第公爵家族获得了对布拉班特的统治权。而随着勃艮第家族在与法国王室的斗争中逐渐衰落并最终绝嗣，布拉班特又作为所谓勃艮第遗产的一部分通过联姻转入哈布斯堡家族手中（先属于西班牙分支，后又转给奥地利分支）。18世纪末，法国大革命的爆發结束了布拉班特公国的存在。其後稱號由薩克森-科堡-哥達王朝所擁有。時至今日，此稱號習慣上由比利時國王最年長的子女擁有，現任布拉班特公爵為王儲伊莉莎白公主，於2013年7月21日隨着祖父阿爾貝二世退位予其父親菲利普國王而獲得稱號，成為現任布拉班特女公爵。

## 布拉班特公爵列表

### 鲁汶王朝
- 亨利一世，1184年－1235年
- 亨利二世，1235年－1248年
- 亨利三世，1248年－1261年
- 亨利四世，1261年－1267年
- 约翰一世，1267年－1294年
- 约翰二世，1294年－1312年
- 约翰三世，1312年－1355年
- 布拉班特的让娜，1355年－1406年

### 瓦卢瓦王朝
实际上是瓦卢瓦王朝的勃艮第分支。
- 安托万，1406年－1415年
- 约翰四世，1415年－1427年
- 腓力一世，1427年－1430年
- 腓力二世，1430年－1467年
- 查理一世，1467年－1477年
- 勃艮第的玛丽，1477年－1482年

### 哈布斯堡王朝
1482年－1494年由神圣罗马帝国皇帝马克西米连一世摄政。
- 腓力三世，1482年－1506年
- 查理二世，1506年－1555年
- 腓力四世，1555年－1598年
- 奥地利的阿尔布雷希特和伊莎贝拉公主，1598年－1621年
- 腓力五世，1621年－1665年
- 查理三世，1665年－1700年

### 1700年以后
由于西班牙哈布斯堡王朝绝嗣引发的西班牙王位继承战争，布拉班特转为奥地利哈布斯堡王朝所有。
- 西班牙王位繼承戰爭，1701年－1714年
- 查理四世，1706年－1740年
- 玛丽亚·特蕾西娅，1740年－1780年
- 约瑟夫，1780年－1789年
- 利奥波德，1790年－1792年
- 弗兰茨，1792年－1794年
  - 1795年，布拉班特公国被法国和联省共和国瓜分。

### 1831年起
為比利時王儲所擁有，參見比利时君主列表。